# Eoparastaffellina
Eoparastaffellina es un género de foraminífero bentónico considerado un sinónimo posterior de Pseudoendothyra de la subfamilia Pseudostaffellinae, de la familia Ozawainellidae, de la superfamilia Fusulinoidea, del suborden Fusulinina y del orden Fusulinida. Su especie tipo era Eoparastaffella (Eoparastaffellina) subglobosa. Su rango cronoestratigráfico abarcaba el Pennsylvaniense (Carbonífero inferior).

## Discusión
Clasificaciones más recientes incluirían Eoparastaffellina en la superfamilia Ozawainelloidea, y en la subclase Fusulinana de la clase Fusulinata. Otras clasificaciones incluirían Eoparastaffellinaen la familia Pseudostaffellidae o bien en la subfamilia Pseudoendothyrinae, de la familia Pseudoendothyridae de la Superfamilia Staffelloidea. Eoparastaffellina fue propuesto como un subgénero de Eoparastaffella, es decir, Eoparastaffella (Eoparastaffellina).

## Clasificación
Eoparastaffellina incluía a las siguientes especies:
- Eoparastaffellina rotunda †
- Eoparastaffellina subglobosa †

En Eoparastaffellina se ha considerado el siguiente subgénero:
- Eoparastaffella (Eoparastaffellina), también considerado como género Eoparastaffellina y aceptado como Pseudoendothyra